# Dipelicus optatus
Dipelicus optatus är en skalbaggsart som beskrevs av Sharp 1875. Dipelicus optatus ingår i släktet Dipelicus och familjen Dynastidae. Inga underarter finns listade i Catalogue of Life.